# Albrandswaard
Albrandswaard es un municipio neerlandés situado en la provincia de Holanda Meridional.
En 2016 tiene 25 066 habitantes.
El municipio se formó en 1985 mediante la fusión de Poortugaal y Rhoon.
Se ubica en la periferia meridional de Róterdam.